# لينستر
لينستر : هي إحدى محافظات أيرلندا الموجودة في شرق إيرلندا. تتضمن ممالك إيرلندا التاريخية مثل مملكة ميث ومملكة لينستر . يقدر تعداد السكاني لمحافظة لينستر 2,504,814 بحسب إحصاء 2011، مما يجعلها إحدى أكبر المحافظات سكانياً في البلد، العلم التقليدي للينستر هو قيثارة ذهبية على خلفية خضراء.

## أعلام
- ريتشارد لوفيل إيدجورث